# Peter Joseph von Lindpaintner

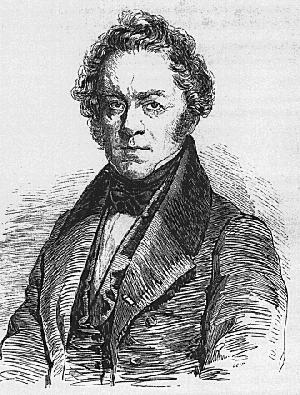
Peter Josef von Lindpaintner.

Peter Joseph von Lindpaintner, född 8 december 1791 i Koblenz, död 21 augusti 1856 i Nonnenhorn am Bodensee, var en tysk musiker och dirigent. 
von Lindpaintner var musikdirektör vid Isartorteatern i München 1812-1819 och sedermera hovkapellmästare i Stuttgart, där han visade sig vara en utmärkt dirigent och väsentligen höjde kapellets anseende. Lindpaintner var en fruktsam kompositör och skrev 21 operor, baletter, melodramer, mässor, oratorier, kantater, symfonier, uvertyrer (Faust) och konserter samt dessutom kammarmusik och sånger (bland dem Fahnenwacht).